# فلفل گلدانی
فلفل گُلدانی (نام علمی: Capsicum annuum) یا فلفل زینتی، نام یک گونه از سردهٔ فلفل است. آن گونه ای از تیره گیاهان فلفل بومی جنوب آمریکای شمالی و شمال آمریکای جنوبی است. این گونه رایجترین و گسترده‌ترین کشت‌شده از بین پنج فلفل اهلی است. این گونه طیف گسترده‌ای از اشکال و اندازه‌های فلفل، چه ملایم و چه گرم، مانند فلفل دلمه‌ای، هالاپنیو، چیلی نیومکزیکو و فلفل کاین را در بر می‌گیرد.

## مشخصات
اگرچه در نام علمی این گونه Annuum به معنی "سالانه" است (از لاتین annus "سال")، این گیاه یک‌ساله نیست اما حساس به سرما است. در غیاب یخبندان‌های زمستانی می‌تواند چندین فصل زنده بماند و به یک گیاه چندسالهٔ بزرگ و بوته‌ای تبدیل شود. گل‌های منفرد یک‌رنگ سفید (گاهی بنفش‌گون) دارد در حالی که ساقه آن شاخه‌ای متراکم است و تا ۶۰ سانتی‌متر (۲۴ اینچ) بلندی دارد. میوه سته‌هایی است که ممکن است هنگام رسیدن سبز، زرد، نارنجی یا قرمز باشند. در حالی که گونه‌ها بیشتر آب و هوای بدون سرما را تحمل می‌کنند، C. annuum مخصوصاً در آب و هوای گرم و خشک تولید می‌شود.

## گرده‌افشانی
در حالی که به‌طور کلی خود گرده‌افشانی می‌کند، بازدید حشرات برای افزایش اندازه میوه و سرعت رسیدن و همچنین اطمینان از رشد متقارن، مفید شناخته شده‌است. گل‌های فلفل دارای شهددان در پایه جام گل هستند که به جذب گرده‌افشان کمک می‌کند. بساک‌ها گرده را آزاد نمی‌کنند مگر از طریق گرده‌افشانی وزوز، مانند آنچه توسط زنبورها ارائه می‌شود.

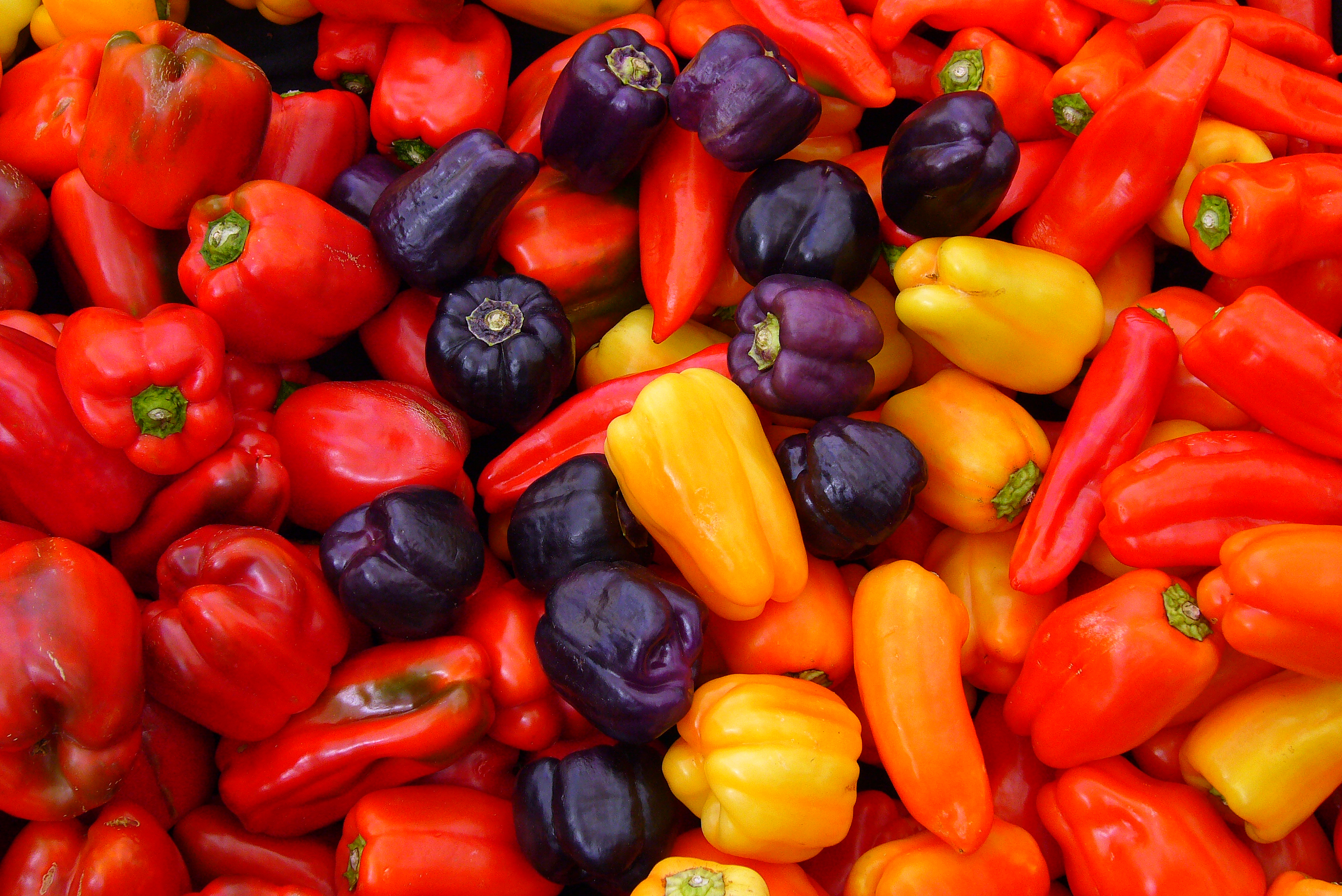
محصول